# 德魯灣勇士瀑布
德魯灣勇士瀑布位於南投縣仁愛鄉濁水溪支流太魯灣溪中游。瀑布標高約1300公尺至1190公尺，分上、下兩層，上層落差約70公尺，下層落差約30公尺，總落差約110公尺。前往瀑布的山徑路跡不明顯，雜草叢生且濕滑難行，不建議一般民眾前往。

## 解
1. ↑  根據《魯地圖 Taiwan TOPO》、《農航所（正射影像圖）》對照。